# Filmografia de Isabelle Huppert
Esta é a lista completa de filmes a atriz francesa Isabelle Huppert. Ao longo de sua carreira que dura mais de 40 anos Isabelle participou de mais de 100 filmes dentre eles na França e em países europeus como no Reino Unido e nos Estados Unidos. Isabelle foi indicada uma Oscar de Melhor Atriz pelo filme francês Elle, pelo qual recebeu aclamação internacional, além de ter saído vencedora de premiações como o Globo de Ouro e inúmeros prêmios críticos.

## Filmes
| Ano  | Filme                              | Papel                         | Diretor                    | Notas |
| ---- | ---------------------------------- | ----------------------------- | -------------------------- | --- |
| 1971 | Le Prussien                        | Elisabeth                     | Jean L'Hôte                | |
| 1972 | Faustine et le Bel Été             | Student #2                    | Nina Companeez             | |
| 1972 | Figaro-ci, Figaro-là               | Pauline                       | Hervé Bromberger           | |
| 1972 | The Bar at the Crossing            | Annie                         | Alain Levent               | |
| 1972 | César and Rosalie                  | Marite                        | Claude Sautet              | |
| 1973 | Histoire vraie                     | Adelaïde                      | Claude Santelli            | |
| 1973 | Le Maître de pension               | Annie                         | Marcel Moussy              | |
| 1973 | Le Drakkar                         | Yolande                       | Jacques Pierre             | |
| 1973 | Vogue la galère                    | Clotilde                      | Raymond Rouleau            | |
| 1974 | Successive Slidings of Pleasure    | Bit                           | Alain Robbe-Grillet        | |
| 1974 | Going Places                       | Jacqueline                    | Bertrand Blier             | |
| 1974 | Madame Baptiste                    | Blanche                       | Claude Santelli            | |
| 1974 | Plaies et bosses                   | Patsy Lackan                  | Yves-André Hubert          | |
| 1974 | L'Ampélopède                       | La conteuse                   | Rachel Weinberg            | |
| 1975 | Serious as Pleasure                | Une fille ramenée à la maison | Robert Benayoun            | |
| 1975 | The Common Man                     | Brigitte Colin                | Yves Boisset               | |
| 1975 | Rosebud                            | Helene Nikolaos               | Otto Preminger             | |
| 1975 | Aloïse                             | Aloïse as a child             | Liliane de Kermadec        | Indicações Prêmio César de Melhor Atriz Principal |
| 1975 | The Big Delirium                   | Marie                         | Dennis Berry               | |
| 1976 | Docteur Françoise Gailland         | Élisabeth Gailland            | Jean-Louis Bertucelli      | |
| 1976 | The Judge and the Assassin         | Rose                          | Bertrand Tavernier         | |
| 1976 | I Am Pierre Riviere                | Aimée                         | Christine Lipinska         | |
| 1976 | Little Marcel                      | Yvette                        | Jacques Fansten            | |
| 1977 | The Lacemaker                      | Pomme                         | Claude Goretta             | Prêmios BAFTA de Atriz Promissora Indicações Prêmio César de Melhor Atriz Principal |
| 1977 | Spoiled Children                   | La secrétaire du député       | Bertrand Tavernier         | |
| 1977 | The Indians Are Still Far Away     | Jenny                         | Patricia Moraz             | |
| 1977 | No Trifling with Love              | Camille                       | Caroline Huppert           | |
| 1978 | Violette Nozière                   | Violette Nozière              | Claude Chabrol             | Prêmios Festival de Cannes de Melhor Atriz Principal Indicações Prêmio César de Melhor Atriz Principal |
| 1979 | Scénario de 'Sauve qui peut la vie |                               | Jean-Luc Godard            | |
| 1979 | Return to the Beloved              | Jeanne Kern                   | Jean-François Adam         | |
| 1979 | The Bronte Sisters                 | Anne Brontë                   | André Téchiné              | |
| 1980 | The Heiresses                      | Irène                         | Márta Mészáros             | |
| 1980 | Loulou                             | Nelly                         | Maurice Pialat             | Indicações Prêmio César de Melhor Atriz Principal |
| 1980 | Sauve qui peut                     | Isabelle Rivière              | Jean-Luc Godard            | |
| 1981 | Heaven's Gate                      | Ella Watson                   | Michael Cimino             | |
| 1981 | The Lady of the Camellias          | Alphonsine Plessis            | Mauro Bolognini            | |
| 1981 | The Wings of the Dove              | Marie                         | Benoît Jacquot             | |
| 1981 | Coup de Torchon                    | Rose Mercaillou               | Bertrand Tavernier         | Indicações Prêmio César de Melhor Atriz Principal |
| 1981 | Eaux profondes                     | Melanie                       | Michel Deville             | |
| 1982 | Passion                            | Isabelle                      | Jean-Luc Godard            | |
| 1982 | The Trout                          | Frédérique                    | Joseph Losey               | |
| 1983 | L'Histoire de Pierra               | Piera                         | Marco Ferreri              | |
| 1983 | Entre Nous                         | Lena Weber                    | Diane Kurys                | |
| 1983 | My Best Friend's Girl              | Viviane                       | Bertrand Blier             | |
| 1984 | La Garce                           | Aline Kaminker/Édith Weber    | Christine Pascal           | |
| 1985 | Sincerely Charlotte                | Charlotte                     | Caroline Huppert           | |
| 1985 | All Mixed Up                       | Rose-Marie Martin             | Josiane Balasko            | |
| 1986 | Cactus                             | Colo                          | Paul Cox                   | |
| 1987 | Milan noir                         | Sarah                         | Ronald Chammah             | |
| 1987 | The Bedroom Window                 | Sylvia Wentworth              | Curtis Hanson              | |
| 1988 | The Possessed                      | Maria Sjatov                  | Andrzej Wajda              | |
| 1988 | Story of Women                     | Marie                         | Claude Chabrol             | Prêmios Volpi Cup de Melhor Atriz Principal Indicações Prêmio César de Melhor Atriz Principal David di Donatello de Melhor Atriz Principal |
| 1989 | Migrations                         | Dafina Isakovic               | Aleksandar Petrović        | |
| 1990 | A Woman's Revenge                  | Cécile                        | Jacques Doillon            | |
| 1991 | Malina                             | The Woman                     | Werner Schroeter           | |
| 1991 | Madame Bovary                      | Emma Bovary                   | Claude Chabrol             | |
| 1992 | Love After Love                    | Lola                          | Diane Kurys                | |
| 1994 | Amateur                            | Isabelle                      | Hal Hartley                | |
| 1994 | The Flood                          | Sofia                         | Igor Minaiev               | |
| 1994 | La Séparation                      | Anne                          | Christian Vincent          | Indicações Prêmio César de Melhor Atriz Principal |
| 1995 | La Cérémonie                       | Jeanne                        | Claude Chabrol             | Prêmios Volpi Cup de Melhor Atriz Principal Prêmio César de Melhor Atriz Principal Lumière de Melhor Atriz Principal |
| 1996 | Gulliver's Travels                 | Houyhnhnm Mistress            | Charles Sturridge          | |
| 1996 | The Elective Affinities            | Carlotta                      | Paolo and Vittorio Taviani | |
| 1997 | Les Palmes de M. Schutz            | Marie Curie                   | Claude Pinoteau            | |
| 1997 | The Swindle                        | Elizabeth/Betty               | Claude Chabrol             | |
| 1998 | The School of Flesh                | Dominique                     | Benoît Jacquot             | Indicações Prêmio César de Melhor Atriz Principal |
| 1999 | No Scandal                         | Agnès Jeancourt               | Benoît Jacquot             | |
| 2000 | Modern Life                        | Claire                        | Laurence Ferreira Barbosa  | |
| 2000 | False Servant                      | La comtesse                   | Benoît Jacquot             | |
| 2000 | The King's Daughters               | Madame de Maintenon           | Patricia Mazuy             | Indicações Prêmio César de Melhor Atriz Principal |
| 2000 | Sentimental Destinies              | Nathalie Barnery              | Olivier Assayas            | |
| 2000 | Merci pour le chocolat             | Marie-Claire 'Mika' Muller    | Claude Chabrol             | |
| 2000 | Comedy of Innocence                | Ariane                        | Raúl Ruiz                  | |
| 2001 | Médée                              | Médée                         | Don Kent                   | |
| 2001 | The Piano Teacher                  | Erika Kohut                   | Michael Haneke             | Prêmios Festival de Cannes de Melhor Atriz Principal European Film Award de Melhor Atriz Principal San Diego Film Critics Society de Melhor Atriz Principal Indicações Prêmio César de Melhor Atriz Principal 'Online Film Critics Society de Melhor Atriz Principal Toronto Film Critics Association de Melhor Atriz Principal |
| 2002 | 8 Women                            | Augustine                     | François Ozon              | |
| 2002 | Two                                | Magdalena/Maria               | Werner Schroeter           | |
| 2002 | La vie promise                     | Sylvia                        | Olivier Dahan              | |
| 2003 | Time of the Wolf                   | Anne Laurent                  | Michael Haneke             | |
| 2004 | Ma Mère                            | Hélène, the Mother            | Christophe Honoré          | |
| 2004 | I Heart Huckabees                  | Caterine Vauban               | David O. Russell           | |
| 2004 | Les Sœurs fâchées                  | Martine Demouthy              | Alexandra Leclère          | |
| 2005 | Gabrielle                          | Gabrielle Hervey              | Patrice Chéreau            | Indicações Prêmio César de Melhor Atriz Principal |
| 2006 | Comedy of Power                    | Jeanne Charmant-Killman       | Claude Chabrol             | |
| 2006 | Private Property                   | Pascale                       | Joachim Lafosse            | |
| 2007 | Hidden Love                        | Danielle                      | Alessandro Capone          | |
| 2007 | Medea Miracle                      | Irène / Médée                 | Tonino De Bernardi         | |
| 2008 | Home                               | Marthe                        | Ursula Meier               | |
| 2008 | The Sea Wall                       | Mother                        | Rithy Panh                 | |
| 2009 | Villa Amalia                       | Ann                           | Benoît Jacquot             | |
| 2009 | White Material                     | Maria Vial                    | Claire Denis               | |
| 2010 | Copacabana                         | Babou                         | Marc Fitoussi              | |
| 2010 | Special Treatment                  | Alice Bergerac                | Jeanne Labrune             | |
| 2010 | Fantastic Mr. Fox                  | Voice of Mrs. Felicity Fox    | Wes Anderson               | |
| 2011 | Die Blutgräfin                     | Maid Hermine                  | Ulrike Ottinger            | |
| 2011 | My Little Princess                 | Hanna Giurgiu                 | Eva Ionesco                | |
| 2011 | My Worst Nightmare                 | Agathe                        | Anne Fontaine              | |
| 2012 | Captive                            | Thérèse Bourgoine             | Brillante Mendoza          | |
| 2012 | Amour                              | Eva                           | Michael Haneke             | Indicações Prêmio César de Melhor Atriz Principal London Film Critics' Circle de Melhor Atriz Principal |
| 2012 | In Another Country                 | Anne                          | Hong Sang-soo              | |
| 2012 | Lines of Wellington                | Cosima Pia                    | Valeria Sarmiento          | |
| 2012 | Dormant Beauty                     | Divina Madre                  | Marco Bellocchio           | |
| 2013 | The Nun                            | Supérieure Saint Eutrope      | Guillaume Nicloux          | |
| 2013 | Dead Man Down                      | Maman Louzon                  | Niels Arden Oplev          | |
| 2013 | Tip Top                            | Esther Lafarge                | Serge Bozon                | |
| 2013 | Abuse of Weakness                  | Maud Schoenberg               | Catherine Breillat         | |
| 2013 | Eleanor Rigby                      | Mary Rigby                    | Ned Benson                 | |
| 2014 | Paris Follies                      | Brigitte Lecanu               | Marc Fitoussi              | |
| 2015 | Louder Than Bombs                  | Isabelle                      | Joachim Trier              | |
| 2015 | Valley of Love                     | Elle                          | Guillaume Nicloux          | |
| 2015 | Macadam Stories                    | Jeanne Meyer                  | Samuel Benchetrit          | |
| 2016 | Things to Come                     | Nathalie Chazeaux             | Mia Hansen-Løve            | |
| 2016 | Elle                               | Michèle Leblanc               | Paul Verhoeven             | Prêmios Globo de Ouro de melhor atriz em filme Dramático César de melhor atriz principal Satellite Award de melhor atriz London Film Critics Circle de melhor atriz Los Angeles Film Critics Association Award de melhor atriz New York Film Critics Circle Awards de melhor atriz Gotham Awards de melhor atriz Boston Society of Film Critics de melhor atriz San Francisco Film Critics Circle de melhor atriz Independent Spirit Awards de melhor atriz Santa Barbara International Film Festival de melhor atriz St. Louis Gateway Film Critics Association de melhor atriz Indicações Oscar de melhor atriz(principal) Austin Film Critics Association de melhor atriz Critics' Choice Award de melhor atriz National Society of Film Critics de melhor atriz Online Film Critics Society Award de melhor atriz Boston Society of Film Critics de melhor atriz Chicago Film Critics Association Awards de melhor atriz Empire Awards, UK de melhor atriz Florida Film Critics Circle Awards de melhor atriz Las Vegas Film Critics Society Awards de melhor atriz Sociedade Nacional de Críticos Film Awards de melhor atriz New York Film Critics Circle Awards de melhor atriz Saturn Awards de Melhor Atriz Principal North Texas Film Critics Association de Melhor Atriz Principal Kansas City Film Critics Circle Award de Melhor Atriz Principal London Film Critics Circle de Melhor Atriz Principal Online Film Critics Society de Melhor Atriz Principal< Phoenix Film Critics Society de Melhor Atriz Principal Santa Barbara International Film Festival de Melhor Atriz Principal Oklahoma Film Critics Circle de Melhor Atriz Principal Austin Film Critics Association de Melhor Atriz Principal Denver Film Critics Society de Melhor Atriz Principal Detroit Film Critics Society de Melhor Atriz Principal Nevada Film Critics Society de Melhor Atriz Principal St. Louis Gateway Film Critics Association de Melhor Atriz Principal Utah Film Critics Association de Melhor Atriz Principal Iowa Film Critics de Melhor Atriz Principal North Texas Film Critics Association de Melhor Atriz Principal Florida Film Critics Circle Awards de Melhor Atriz Principal |
| 2016 | Tout de suite maintenant           | Solveig                       | Pascal Bonitzer            | |
| 2016 | Ce qui nous éloigne                |                               | Wei Hu                     | |
| 2016 | Souvenir                           | Liliane                       | Bavo Defurne               | |
| 2017 | Happy End                          |                               | Michael Haneke             | Produção |
| 2017 | Barrage                            | Elisabeth                     | Laura Schroeder            | Produção |
| 2017 | Marvin                             | Isabelle                      | Anne Fontaine              | Produção |
| 2017 | Untitled Hang Sang-soo Project     |                               | Hong Sang-soo              | Produção |
| 2017 | Madame Hyde                        |                               | Serge Bozon                | Produção |